# Lincoln Center

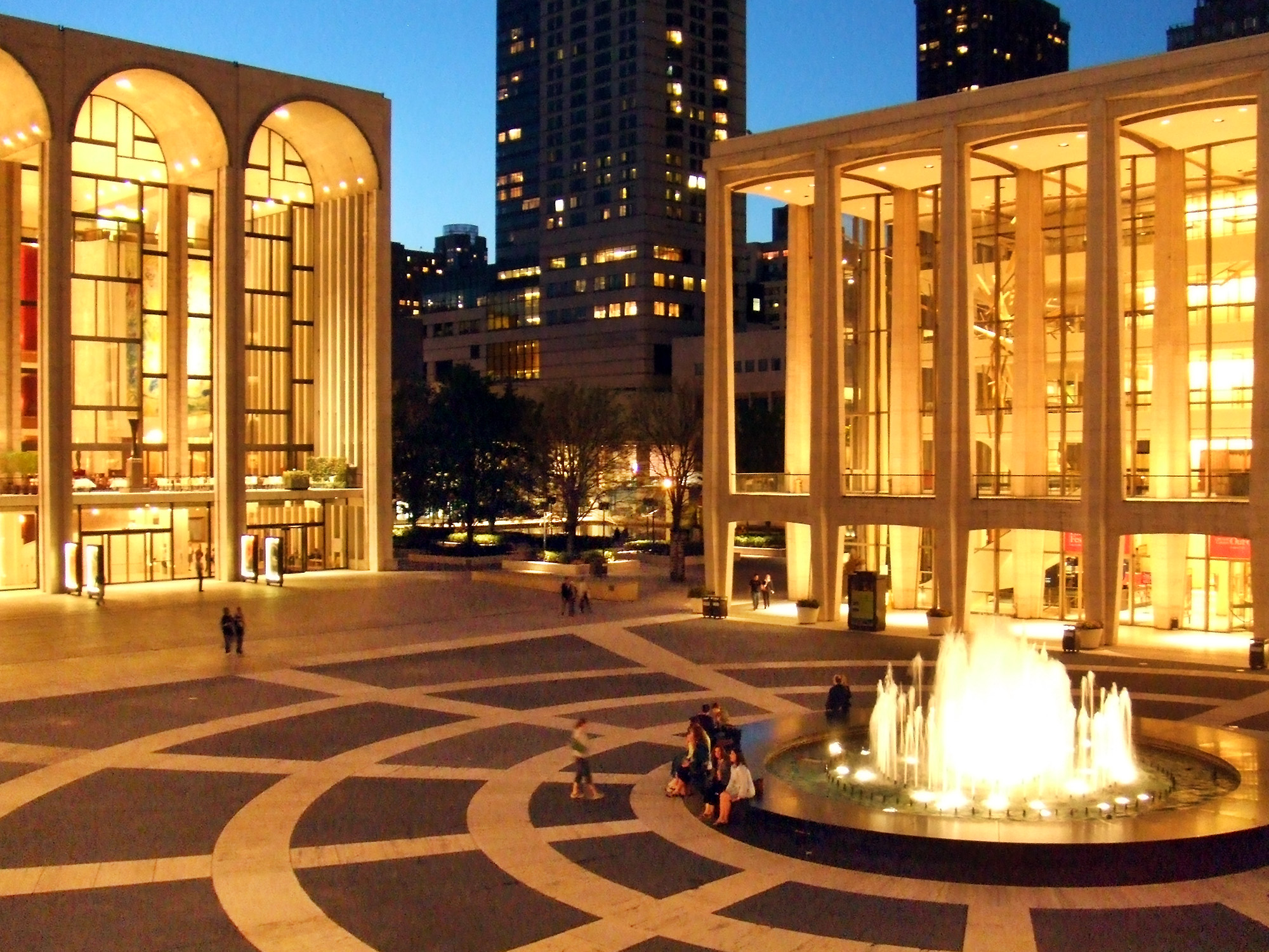
"Lincoln Center" din New York

Lincoln Center for the Performing Arts este un complex de clădiri (61.000 m²) în orașul New York care servește ca sediu a 12 organizații artistice: 
- Chamber Music Society of Lincoln Center
- Film Society of Lincoln Center
- Jazz at Lincoln Center
- Juilliard School
- Lincoln Center Theater
- Metropolitan Opera
- New York City Ballet
- New York City Opera
- New York Philharmonic
- New York Public Library for the Performing Arts
- School of American Ballet
- Lincoln Center for the Performing Arts, Inc.